# 马尔卡旧堡
马尔卡旧堡，是西班牙加泰罗尼亚巴塞罗那省的一个市镇。总面积29平方公里，总人口1433人（2001年），人口密度49人/平方公里。